# Szołdry
Szołdry [ˈʂɔu̯drɨ] es un pueblo ubicado en el distrito administrativo de Gmina Brodnica, dentro del Distrito de Śrem, Voivodato de Gran Polonia, en el oeste de Polonia central. Se encuentra aproximadamente a 5 kilómetros al oeste de Brodnica, a 14 kilómetros al noroeste de Śrem, y a 31 kilómetros al sur de la capital regional Poznan.
El pueblo tiene una población de 260 habitantes.